# 大都市 (韓国)
大都市（朝鮮語: 대도시）とは、大韓民国地方自治法の旧法第175条・新法第198条、「大都市に対する特例認証」に基づく「ソウル特別市・広域市および特別自治市を除く人口50万以上の大都市」の略称である。また、地方分権および地方行政体制改編に関する特別法の第40条、「大都市に対する事務特例」にも概ね同じ規定がある。準広域市、特定市と呼ばれる場合もあるが、いずれも2003年の法改正前後に発生した非公式な呼称である。
2022年1月13日からは人口100万以上の都市を対象として、特例市と呼ばれる新しい大都市制度が導入されている。

## 概要

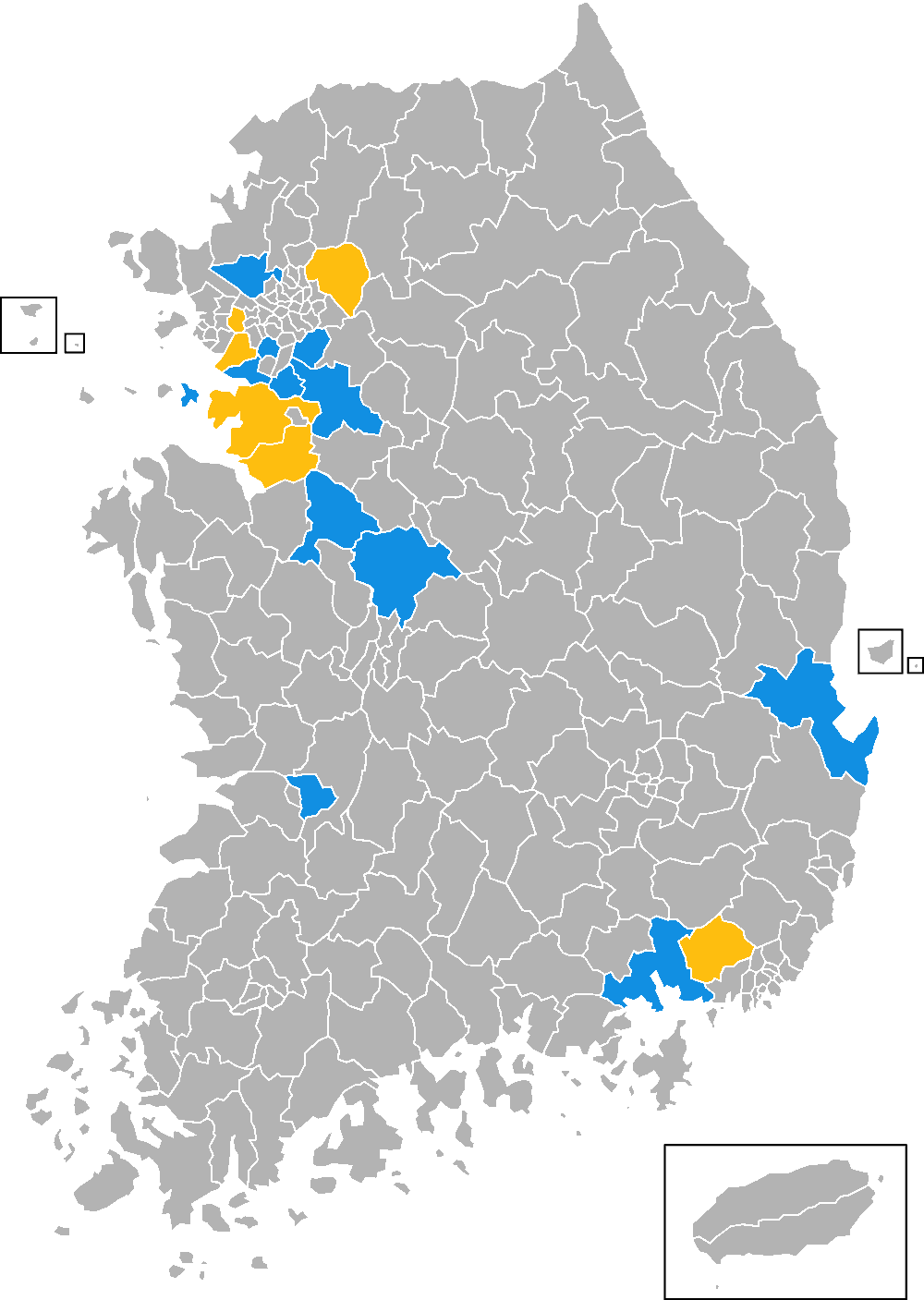
ソウル特別市・広域市および特別自治市を除く人口50万以上の大都市
■ 一般区が設置されている市
■ 一般区が設置されていない人口50万人以上の市

大韓民国の旧地方自治法第175条と地方分権および地方行政体制改編に関する特別法第40条に基づくと、人口50万人以上の市または人口30万人以上、面積が1,000km2以上の市の行政、財政運営と国の指導・監督については、法的な特例の適用を受けることができる。広域自治団体である道からの分離はしないが、道の権限が相当部分移譲されることと、一般区の設置が可能である。大都市は委任事務の場合、道ではない担当中央省庁の監督を受けて、財政と係わって道と対等な位置を持って、市長が独自の人事権などを持つ。大都市の権限は、法改正当時に日本の政令指定都市制度を参考としている。ただし、政令指定都市の都市規模は、大韓民国の都市制度と比定した場合、広域市と大都市の都市規模を包括したものといえる。
2020年の改正地方自治法により、人口100万人以上の都市に対してはさらに大きな行政・財政の自治権限を与えるようになり、2022年1月13日に水原市・高陽市・龍仁市・昌原市の4市を特例市に昇格させた。
2025年1月1日、華城市が特例市に昇格。

### 法律上の規定
旧地方自治法第175条「大都市に対する特例認証」での規定は以下の通りである。
- ソウル特別市・広域市及び特別自治市を除く人口50万以上大都市の行政、財政運営及び国家の指導・監督については、その特性を考慮して関係法律で定めるところにより特例を置くことができる。

地方分権および地方行政体制改編に関する特別法第40条「大都市に対する事務特例」での規定は以下の通りである。
1. 特別市と広域市を除く人口50万以上大都市及び100万以上大都市の行政・財政運営及び指導・監督については、その特性を考慮して関係法律で定めるところにより特例を置くことができる。 ただし、人口30万以上の地方自治団体の面積が1,000km2以上の場合、これを人口50万以上の大都市とみなす。
2. 委員会は、第1項による特例を発掘し、その履行方案を設けなければならない。

新地方自治法（2022年1月13日施行）第198条「大都市に対する特例認証」での規定は以下の通りである。
1. ソウル特別市・広域市及び特別自治市を除く人口50万以上大都市の行政、財政運営及び国家の指導・監督については、その特性を考慮して関係法律で定めるところにより特例を置くことができる。
2. 第1項にもかかわらず、ソウル特別市・広域市及び特別自治市を除く次の各号のいずれかに該当する大都市及び市・郡・区の行政、財政運営及び国家の指導・監督については、その特性を考慮して関係法律で定めるところにより、さらに特例を置くことができる。
  1. 人口100万以上大都市（以下「特例市」という。）
  2. 実質的な行政需要、国家均衡発展及び地方消滅の危機等を考慮して、大統領令で定める基準及び手続により行政安全部長官が指定する市・郡・区。
3. 第1項による人口50万以上の大都市と第2項第1号による特例市の人口認定基準は、大統領令で定める。

人口要件については、地方自治法施行令 第8章 大都市等の行政特例 第118条(人口50万人以上の大都市と特例市の人口認定基準) にて以下のように定められている。
1. 法第198条第1項の規定により特例を置くことができる人口50万以上の大都市は、前年度末日現在、次の各号のいずれかに該当する人の数を合算した住民数が2年間連続して50万以上の市とする。
  1. 当該地方自治体の管轄区域に住民登録をしている人。
  2. 「在外同胞の出入国と法的地位に関する法律」 第6条により、当該地方自治体の国内居所申告者名簿に登録されている外国国籍同胞。
  3. 「出入国管理法」 第34条により、当該地方自治体の外国人登録台帳に登録されている外国人。
2. 第1項の規定による人口50万以上の大都市が人口の減少により、前年度の各四半期末日現在、第1項各号のいずれかに該当する人の数を合算した住民数を算術平均した人口が2年間連続して50万に満たない場合、その市はその翌年から人口50万以上の大都市から除外される。
3. 法第198条第2項第1号による人口100万人以上の大都市(以下「特例市」という)の人口認定基準については、第1項及び第2項を準用する。この場合、「人口50万」は「人口100万」とみなす。

## 人口100万以上の特例市の一覧
| 道           | 都市名 | 一般区名称                                     | 一般区数 | 選挙区数 （22代総選挙） | 人口 （人、2023年12月） | 面積 (km2) | 備考                            |
| ------------ | ------ | ---------------------------------------------- | -------- | ----------------------- | ----------------------- | ---------- | ------------------------------- |
| 京畿道 (4)   | 高陽市 | 徳陽区、一山東区、一山西区                     | 3        | 4                       | 1,074,907               | 267.31     |                                 |
| 京畿道 (4)   | 水原市 | 長安区、勧善区、八達区、霊通区                 | 4        | 5                       | 1,197,257               | 121.09     | 京畿道庁所在地                  |
| 京畿道 (4)   | 龍仁市 | 水枝区、器興区、処仁区                         | 3        | 4                       | 1,075,566               | 591.32     | 都農複合形態市                  |
| 京畿道 (4)   | 華城市 | -                                              | -        | 4                       | 944,342                 | 693.93     | 都農複合形態市                  |
| 慶尚南道 (1) | 昌原市 | 馬山合浦区、馬山会原区、城山区、義昌区、鎮海区 | 5        | 5                       | 1,009,038               | 736.34     | 慶尚南道庁所在地 都農複合形態市 |

## 人口50万以上の都市の一覧
特別市、広域市、特別自治市および特例市を除く。また、大都市に対する特例は未認証だが、認証の見込みのある市が存在する場合は最後に付記。

### 一般区が設置されている大都市
| 道                 | 都市名 | 一般区名称                     | 一般区数 | 選挙区数 （22代総選挙） | 人口 （人、2023年12月） | 面積 (km2) | 備考                                                          |
| ------------------ | ------ | ------------------------------ | -------- | ----------------------- | ----------------------- | ---------- | ------------------------------------------------------------- |
| 京畿道 (4)         | 城南市 | 寿井区、中院区、盆唐区         | 3        | 4                       | 919,747                 | 141.82     |                                                               |
| 京畿道 (4)         | 安山市 | 常緑区、檀園区                 | 2        | 3                       | 629,308                 | 144.78     |                                                               |
| 京畿道 (4)         | 安養市 | 万安区、東安区                 | 2        | 3                       | 544,660                 | 58.52      |                                                               |
| 京畿道 (4)         | 富川市 | 遠美区、素砂区、梧亭区         | 3        | 3                       | 779,968                 | 53.5       | 3区は2016年7月4日に廃止されたが、2024年1月1日に再設置された。 |
| 忠清北道 (1)       | 清州市 | 上党区、興徳区、清原区、西原区 | 4        | 4                       | 852,189                 | 940.2      | 忠清北道庁所在地 都農複合形態市                               |
| 忠清南道 (1)       | 天安市 | 東南区、西北区                 | 2        | 3                       | 655,959                 | 636.5      | 都農複合形態市                                                |
| 全北特別自治道 (1) | 全州市 | 完山区、徳津区                 | 2        | 3                       | 642,727                 | 206.22     | 全羅北道庁所在地                                              |
| 慶尚北道 (1)       | 浦項市 | 南区、北区                     | 2        | 2                       | 493,033                 | 1,127.74   | 都農複合形態市                                                |

### 一般区が設置されていない大都市
| 道           | 都市名   | 選挙区数 （22代総選挙） | 人口 （人、2023年12月） | 面積 ( km2 ) | 備考           |
| ------------ | -------- | ----------------------- | ----------------------- | ------------ | -------------- |
| 京畿道 (5)   | 南楊州市 | 3                       | 732,265                 | 458.44       | 都農複合形態市 |
| 京畿道 (5)   | 平沢市   | 3                       | 591,022                 | 458.2        | 都農複合形態市 |
| 京畿道 (5)   | 始興市   | 2                       | 519,715                 | 139.13       |                |
| 京畿道 (5)   | 金浦市   | 2                       | 486,172                 | 276.61       | 都農複合形態市 |
| 京畿道 (5)   | 坡州市   | 2                       | 497,753                 | 672.78       | 都農複合形態市 |
| 慶尚南道 (1) | 金海市   | 2                       | 533,659                 | 463.26       | 都農複合形態市 |

## 全国大都市市長協議会
大韓民国の人口50万人以上の市は全国大都市市長協議会に加入することができる。中央政府に政策を提案したり、大都市が相互に協力する事項を論議するため、毎年定期的に開かれている。これは日本の指定都市市長会に似たものである。